# Блок-аккорды
Блок-акко́рды, блокаккорды (англ. block chords, нем. Blockakkorde) — вид гармонической техники в джазе, дублировка мелодии мягко диссонирующими аккордами. В технике блок-аккордов используются преимущественно септаккорды.

## Краткая характеристика

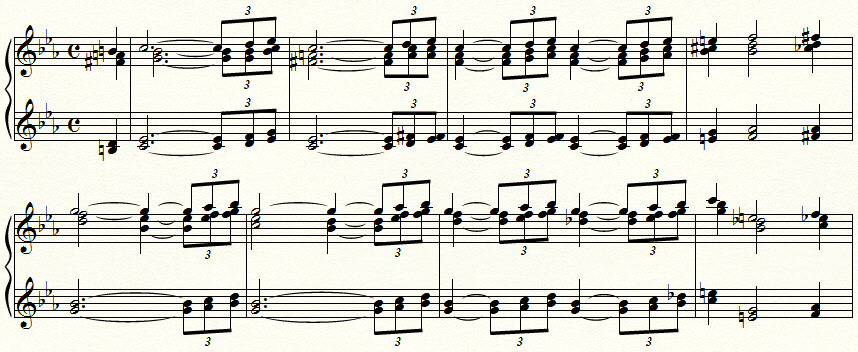
Блок-аккорды в оригинальной оркестровой аранжировке пьесы Г. Миллера "Moonlight Serenade" (1939; указаны только партии духовых инструментов). Мелодия проводится в верхнем и нижнем голосах

В джазовой фактуре (особенно в оркестровой и фортепианной) наиболее типичны блок-аккорды в тесном расположении: мелодия дублируется в нижнюю октаву, а её (октавы) пустое пространство заполняется ещё тремя различными звуками, сообразно с гармонией. Таким образом мелодия колорируется гармоническими средствами, а фактура многоголосного целого выливается в непрерывную цепь мягких диссонансов. 
На опорных (ладоопределяющих) звуках мелодии размещаются основные аккорды. Звуки проходящие, вспомогательные (см. Неаккордовые тоны) получают соответственно линеарные гармонии — проходящие либо вспомогательные, с таким расчётом, чтобы внимание слушателя не фиксировалось на них, а направлялось на основные гармонии. Из проходящих наиболее характерен уменьшённый вводный септаккорд. Вспомогательный полутон снизу зачастую порождает «вводящий» линеарный аккорд, точно воспроизводящий полутоном ниже структуру основного, к которому он стремится (d/fis/a/h в затакте нотного примера, линеарно разрешающийся в es/g/b/c на сильной доле следующего такта), либо содержащий отдельные вводные тоны (в последнем аккорде т.4 as и ces, разрешающиеся в g и b следующего аккорда).
Исторически техника блок-аккордов восходит к английскому и континентальному фобурдону XV века, только на новом «этаже» сонантности (в фобурдоне мелодия утолщалась секстаккордами, в джазовой пьесе XX века — септаккордами).